# Torre del Prior
La Torre del Prior es un edificio del municipio de Horta de San Juan (comarca de la Tierra Alta) en la provincia de Tarragona declarada Bien Cultural de Interés Nacional.

## Descripción
Es un edificio medieval, situado al pie de la montaña de Santa Bárbara. Se trata de una torre de defensa de planta cuadrada y muros realizados con sillares muy regulares. Consta de planta baja y piso. La fachada principal está orientada a levante. El techo de la planta baja se encuentra cubierto con losas de piedra de forma prismática, sin ningún tipo de envigado de madera, formando un arco extremadamente rebajado. El piso superior está cubierto a dos vertientes con losas de piedra que soportan cuatro arcos de diafragma, sustentados por ménsulas, que definen una nave de bóveda de cañón apuntado. Bajo la ventana se conserva una pila de piedra.
En la fachada principal hay dos ventanas, una de arco sinuoso y la otra rectangular, que mutila parcialmente las dovelas superiores y la clave del arco de medio punto que configuraba el acceso primitivo. Sobre esta clave hay un escudo.El coronamiento está formado por una terraza que conserva parte de un elemento defensivo, aspilleras y una barbacana, muy dañada.

## Historia
La torre defensiva antiguamente presidía la explotación agrícola de los templarios, está emplazada en un lugar estratégico del barranco del huerto del Fraile con diversas fuentes, acequias, minas y sistemas arcaicos de riego que tienen que remontan a la época medieval. Por su sobriedad y al mismo tiempo belleza constructiva, se ha datado la torre de época templaria, con modificaciones posteriores.
Por los alrededores de la torre quedan fragmentos de columnas cilíndricas y de un arco. La masía adosada no presenta ningún elemento significativo.